# Recueil des rois de France
Le Recueil des rois de France est un manuscrit enluminé contenant un texte de Jean du Tillet et dédicacé à Charles IX en 1566. Il s'agit d'une histoire des rois de France des premiers mérovingiens à François Ier et illustré du portrait de 29 souverains. Il est actuellement conservé à la Bibliothèque nationale de France sous la cote Fr.2848.

## Historique
Le manuscrit est l'exemplaire de prestige offert à Charles IX en 1566, d'un texte écrit par Jean du Tillet, greffier civil du Parlement de Paris. Ce dernier a déjà écrit une première version de ce recueil offert vers 1553-1555 à son père Henri II, qui contient une présentation de la généalogie des rois de France puis des considérations de l'auteur sur divers éléments de l'histoire de France. Il avait été autorisé à consulter et inventorier les archives royales dès les années 1540 sous François Ier. On ne sait pas quand il décide de reprendre ce travail pour le compléter. La mort du roi empêche sans doute de le commencer, puis il rédige différentes brochures pour soutenir les Guise ou pour s'opposer aux partis protestants. Lorsqu'il achève le présent manuscrit, il a doublé son volume par rapport à celui offert à Henri II.
Les miniatures sont probablement plus anciennes que le manuscrit et ont été ajoutées à celui-ci. En effet, chaque miniature était placée à l'origine sur un verso de feuillet, en face du début d'un texte. Sur le manuscrit actuel, elles sont généralement contrecollées l'une contre l'autre sur un même feuillet, en recto-verso. Elles semblent donc avoir été détachées d'un premier manuscrit. Le style des miniatures est par ailleurs relativement primitif par rapport à la date de dédicace du manuscrit. Elles sont attribuées par les historiens au Maître des Heures d'Henri II, actif à Paris au milieu du XVIe siècle et probable successeur de l'artiste Noël Bellemare. Il se peut qu'elles aient été simplement et légèrement complétées pour être insérées dans le présent manuscrit : un frontispice aux armes de Charles IX, les portraits de Clotaire et Charlemagne, des bandeaux et des tapis floraux. Enfin, seul François Ier a été représenté deux fois, une fois jeune et l'autre âgé et aucun autre roi n'est représenté ensuite : ni Henri II ni Charles IX. Les miniatures pourraient donc avoir été réalisées à l'époque de François Ier, mais restées inachevées à la suite d'une interruption brutale, peut-être en raison de la mort du roi, ce qui empêche son achèvement - dont la réalisation du portrait de Louis XII par exemple.
Il existe deux autres manuscrits réalisés à l'époque de Charles IX, l'un d'entre eux étant peut-être destiné à Jean du Tillet lui-même ou à un autre membre du Parlement de Paris, aujourd'hui conservé à la Bibliothèque de Genève (Fr.84) ; l'autre est aujourd'hui à la Bibliothèque nationale russe (SP Fr.f.v.IV, no 9). Ils contiennent tous deux des illustrations identiques au manuscrit principal. Pour l'exemplaire de Saint-Pétersbourg, il s'agit peut-être d'un ouvrage de présentation, rapidement réalisé et destiné à Charles IX ou à sa mère Catherine de Médicis, afin de les inciter à financer l'achèvement de la réalisation de l'ouvrage final. Les documents de Jean du Tillet semblent indiquer que le greffier, une fois le manuscrit achevé, n'a jamais été remboursé de ses frais. L'ouvrage n'est, du coup, pas imprimé à cette époque. Il faut attendre 1578, soit 8 ans après la mort de Jean du Tillet, pour que le texte soit publié, à l'occasion d'éditions clandestines à Rouen puis à Troyes. En 1580, une édition officielle, initiée par les descendants de Jean du Tillet est entreprise, accompagnée d'autres textes du greffier et accompagnée de gravures des portraits des rois, réimprimée à plusieurs reprises jusqu'en 1618.
À la mort de Charles IX, sa bibliothèque est dispersée. Le manuscrit réapparait dans la collection de Gaston de France et entre dans la bibliothèque royale à la mort de ce dernier en 1660.

## Description

### Le texte
L'ouvrage est rédigé sur un parchemin épais et d'une écriture différente des manuscrits de l'époque puisqu'il s'agit de celle en usage au Parlement de Paris. La première partie du manuscrit contient une description de chaque roi, depuis Mérovée, jusqu'à François Ier. Pour chacun de ces chapitres, Jean du Tillet cite des extraits de documents qu'il a lui-même consulté ou renvoie à des actes importants. La seconde partie contient des considérations générales sur l'histoire de France, les institutions royales, les coutumes, l'origine des Français et de leurs rois. Jean du Tillet a rédigé son ouvrage à partir de sources très variées comme les archives royales mais aussi les auteurs latins et médiévaux comme Grégoire de Tours ou Jean de Joinville. Il se fonde aussi sur des monuments comme les tombes des rois qu'il a lui-même observés à l'abbaye de Saint-Denis, à l'abbaye de Saint-Germain-des-Prés ou l'abbaye Saint-Médard de Soissons. Plusieurs illustrations viennent ponctuer le texte comme des copies de sceaux ou de blasons.

### Les portraits des rois
Le manuscrit contient 30 portraits de 29 rois, depuis Clovis Ier jusqu'à François Ier qui est représenté deux fois. Ils sont inspirés de modèles tirés de monuments funéraires qui existaient encore à l'époque de Jean du Tillet comme ceux présents à Saint-Denis (Charles le Chauve), Saint-Germain-des-Prés (Chilpéric Ier et Frédégonde), Saint-Médard de Soissons (Clotaire Ier, Sigebert Ier), l'abbaye Saint-Remi de Reims (Louis IV d'Outremer, Lothaire de France), la collégiale Saint-Fursy de Péronne (Charles III le Simple). À partir de Louis VI le Gros et pour les 12 rois suivants, les miniatures s'inspirent des sceaux conservés dans les archives royales. Ces modèles tranchent avec les portraits totalement fictifs qui étaient peints dans les manuscrits de cette époque. Les rois prennent ainsi tous des poses hiératiques, debout ou assis sur un trône, en fonction du modèle dont ils sont inspirés. Seuls les visages de François Ier semblent plus vivants, car ils sont peut-être issus de dessins d'après nature, peut-être ceux des Clouet, père ou fils, datés vers 1520 pour le plus âgé et 1540 pour le jeune.

Quelques exemples de portraits du recueil
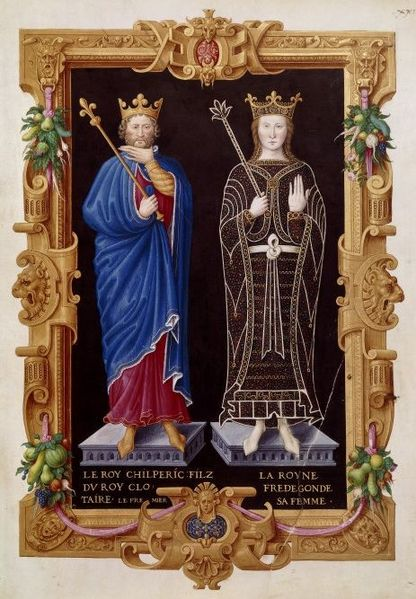
Chilpéric et Frédégonde
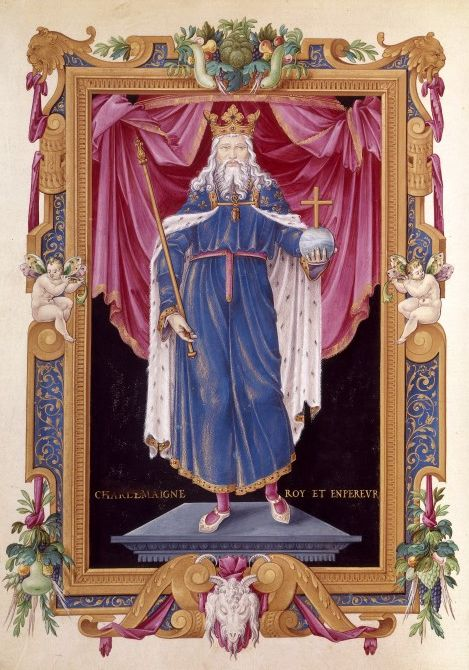
Charlemagne
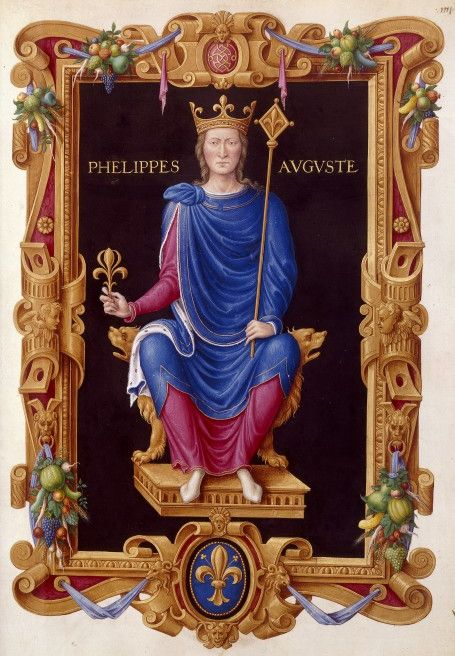
Philippe Auguste
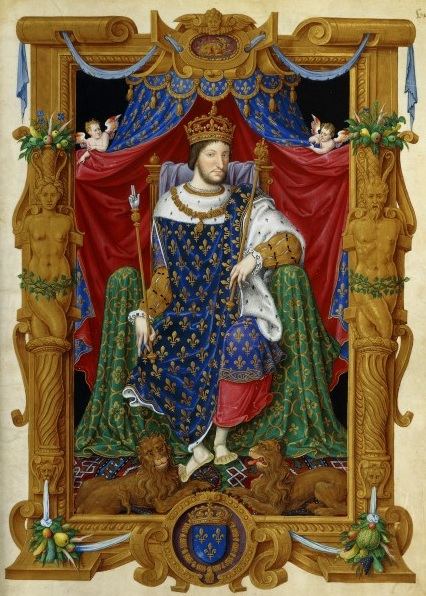
François Ier jeune

Ces miniatures sont datées entre 1547 et 1555 d'après leurs encadrements : ceux-ci ressemblent aux encadrements des manuscrits enluminés de cette période comme les Heures d'Anne de Montmorency, les Heures de Claude de Guise (Bibliothèque de l'Arsenal, Ms.654) ou des statuts de l'ordre de Saint-Michel (Bibliothèque municipale de Saint-Germain-en-Laye, Ms.4, et John Rylands Library, Ms.141). La ressemblance est surtout forte avec les encadrements présents dans les Heures Dinteville (BNF, Lat.10558) et avec un livre d'heures offert à Henri II, qui a donné son nom de convention au Maître des Heures d'Henri II. Il s'agit vraisemblablement de l'auteur des miniatures du Recueil des rois. Des rapprochements peuvent être faits aussi entre les portraits des rois et certains personnages des Heures de Dinteville, ce qui confirme cette attribution. Seuls deux portraits de rois sont d'une main différente : il s'agit de Charlemagne et Clotaire III, qui datent probablement des années 1560.